# Jaboci, Malîn
Jaboci (în ucraineană Жабоч) este un sat în comuna Ivanivka din raionul Malîn, regiunea Jîtomîr, Ucraina.

## Demografie
Componența lingvistică a localității Jaboci
     Ucraineană (100%)
Conform recensământului din 2001, toată populația localității Jaboci era vorbitoare de ucraineană (100%).